# Tuffi ai campionati mondiali di nuoto 2019 - Trampolino 1 metro maschile
La gara dei tuffi dal trampolino 1 metro maschile dei campionati mondiali di nuoto 2019 si è disputata il 12 e il 14 luglio presso il Nambu International Aquatics Centre di Gwangju. La gara, alla quale hanno preso parte 44 atleti provenienti da 28 nazioni, si è svolta in due turni, in ognuno dei quali l'atleta ha eseguito una serie di sei tuffi.

## Programma
| Data           | Ora (UTC+9) | Turno       |
| -------------- | ----------- | ----------- |
| 12 luglio 2019 | 11:00       | Preliminari |
| 14 luglio 2019 | 15:30       | Finale      |

## Risultati

### Preliminari
| Pos. | Atleta                  | Nazionalità     | Punti  | Note |
| ---- | ----------------------- | --------------- | ------ | ---- |
| 1    | Wang Zongyuan           | Cina            | 429.40 | Q    |
| 2    | Peng Jianfeng           | Cina            | 410.80 | Q    |
| 3    | Woo Ha-ram              | Corea del Sud   | 396.10 | Q    |
| 4    | Rommel Pacheco          | Messico         | 390.40 | Q    |
| 5    | Oleh Kolodij            | Ucraina         | 370.40 | Q    |
| 6    | Briadam Herrera         | Stati Uniti     | 365.25 | Q    |
| 7    | Kacper Lesiak           | Polonia         | 358.70 | Q    |
| 8    | Giovanni Tocci          | Italia          | 357.50 | Q    |
| 9    | Patrick Hausding        | Germania        | 357.20 | Q    |
| 10   | James Heatly            | Gran Bretagna   | 355.35 | Q    |
| 11   | Yona Knight-Wisdom      | Giamaica        | 354.30 | Q    |
| 12   | Rafael Quintero         | Porto Rico      | 352.00 | Q    |
| 13   | Kim Yeong-nam           | Corea del Sud   | 349.10 |      |
| 14   | Jonathan Suckow         | Svizzera        | 346.60 |      |
| 15   | Li Shixin               | Australia       | 338.60 |      |
| 16   | Gwendal Bisch           | Francia         | 331.35 |      |
| 17   | Michael Hixon           | Stati Uniti     | 330.00 |      |
| 18   | Daniel Restrepo García  | Colombia        | 328.05 |      |
| 19   | Nicolás García          | Spagna          | 327.50 |      |
| 20   | Vinko Paradzik          | Svezia          | 326.40 |      |
| 21   | Jahir Ocampo            | Messico         | 324.30 |      |
| 22   | Kawan Figueredo Pereira | Brasile         | 323.40 |      |
| 23   | Ross Haslam             | Gran Bretagna   | 322.90 |      |
| 24   | Kevin Chávez            | Australia       | 322.25 |      |
| 24   | Adrián Abadía           | Spagna          | 322.25 |      |
| 26   | Lorenzo Marsaglia       | Italia          | 320.45 |      |
| 27   | Oliver Dingley          | Irlanda         | 314.40 |      |
| 28   | Simon Rieckhoff         | Svizzera        | 314.25 |      |
| 29   | Sergej Nazin            | Russia          | 303.45 |      |
| 30   | Andrzej Rzeszutek       | Polonia         | 296.25 |      |
| 31   | Sebastián Morales       | Colombia        | 295.10 |      |
| 32   | Alexis Jandard          | Francia         | 292.15 |      |
| 33   | Muhammad Puteh          | Malaysia        | 283.20 |      |
| 34   | Frithjof Seidel         | Germania        | 277.80 |      |
| 35   | Stanislav Oliferčyk     | Ucraina         | 274.05 |      |
| 36   | Sulaiman Al-Sabe        | Kuwait          | 273.90 |      |
| 37   | Luis Moura              | Brasile         | 264.45 |      |
| 38   | Frandiel Gómez          | Rep. Dominicana | 258.90 |      |
| 39   | Ammar Hassan            | Egitto          | 253.65 |      |
| 40   | Angello Alcebo          | Cuba            | 241.65 |      |
| 41   | Diego Carquin           | Cile            | 241.00 |      |
| 42   | Juraj Melša             | Croazia         | 231.60 |      |
| 43   | Hasan Qali              | Kuwait          | 207.35 |      |
| 44   | Rungsiman Yanmongkon    | Thailandia      | 141.25 |      |

### Finale
| Pos. | Atleta             | Nazionalità   | Punti  |
| ---- | ------------------ | ------------- | ------ |
|      | Wang Zongyuan      | Cina          | 440.25 |
|      | Rommel Pacheco     | Messico       | 420.15 |
|      | Peng Jianfeng      | Cina          | 415.00 |
| 4    | Woo Ha-ram         | Corea del Sud | 406.15 |
| 5    | Patrick Hausding   | Germania      | 405.05 |
| 6    | Briadam Herrera    | Stati Uniti   | 399.90 |
| 7    | Oleh Kolodij       | Ucraina       | 396.40 |
| 8    | Kacper Lesiak      | Polonia       | 380.05 |
| 9    | James Heatly       | Gran Bretagna | 372.15 |
| 10   | Yona Knight-Wisdom | Giamaica      | 371.90 |
| 11   | Rafael Quintero    | Porto Rico    | 360.80 |
| 12   | Giovanni Tocci     | Italia        | 344.25 |